# Ligne 1 du métro de Séville
La ligne 1 (en espagnol : Línea 1 del metro de Sevilla) est l'unique ligne du réseau du métro de Séville, circulant d'est en ouest et ouverte en avril 2009.
Sur un tracé de 18 km et 21 stations majoritairement en souterrain, la ligne 1 dessert Mairena del Aljarafe, San Juan de Aznalfarache, plusieurs quartiers de Séville, et Dos Hermanas. Elle est en correspondance avec le tramway, les trains de banlieue et les lignes de bus.
Les travaux de la première ligne 1 commencent en 1976, mais sont interrompus au bout de huit ans. Ils reprennent en 2003 sur un nouveau parcours, mais en réutilisant le tunnel de trois kilomètres creusé vingt ans auparavant. La ligne ouvre partiellement en avril 2009, trois ans après la date prévue en raison de nombreux aléas de chantier. Quatre des cinq stations restantes ouvrent dans les sept mois qui suivent.

## Histoire

### Chronologie
- 1976 : début des travaux
- 1984 : interruption des travaux
- 1986 : annulation du projet
- 1999 : accord politique pour la création d'un réseau de métro
- 2003 : début des travaux de la ligne 1
- 2009 : mise en service de la ligne 1 en plusieurs phases.

### Projet avorté, puis relancé
Le premier chantier de la ligne 1 est lancé en 1976, dans le cadre du premier projet de réseau de métro sévillan. Il est suspendu en 1984 et définitivement arrêté en 1986, en raison d'un manque de soutien politique et de dégradation du patrimoine historique, alors que trois kilomètres de tunnel ont été creusés et six stations pré-construites.
Après un accord politique pour relancer le projet, l'avant-projet sommaire du réseau est dévoilé en 2000, prévoyant que la ligne 1 traverse Séville d'est en ouest, de Los Remedios au campus de l'université Pablo de Olavide en passant au sud du centre historique, notamment par la gare de San Bernardo. Réuni le 21 mai 2002, le conseil de gouvernement déclare la ligne d'intérêt métropolitain, et décide de la prolonger jusqu'à San Juan de Aznalfarache et Mairena del Aljarafe à l'ouest, et jusqu'au quartier de Quinto, à Dos Hermanas, à l'ouest.

### Chantier et aléas
Les travaux reprennent donc en 2003 sans accord de financement avec l'État, au niveau du tunnel déjà réalisé, qui est préalablement vidé des milliers de litres d'eau qui s'y étaient accumulés depuis près de deux décennies. La convention de financement est finalement conclue en septembre 2005, l'État s'engageant à payer 218 millions €, soit 100 % de l'infrastructure sur le territoire de Séville et 33 % sur celui des trois autres communes, conformément aux dispositions de la loi de 1975, sur une période de trente ans, soit jusqu'en 2035.
Les travaux en dehors de Séville commencent à Mairena del Aljarafe en janvier 2004, tandis que le tunnel du secteur de Montequinto, ne commence qu'en mars 2007 en raison de l'opposition des habitants du quartier au tracé initialement retenu. Le tunnelier, qui doit percer deux sections jumelles entre Parque de los Príncipes et San Bernardo, est livré en septembre 2004 mais il ne commence à creuser le premier tunnel réellement qu'un an et un mois plus tard, en raison des dommages causés par le percement du puits d'attaque sur des logements de l'avenue de la République argentine. Après l'achèvement du tunnel en mai 2007, la machine est démontée et replacée à hauteur de Parque de los Príncipes et commence à creuser en septembre le tunnel jumeau, qu'il achève en avril 2008, bien plus rapidement que le premier,.
Le chantier est marqué par plusieurs autres aléas : les doutes sur la stabilité du pont de San Juan, que la ligne devait emprunter pour franchir le Guadalquivir, contraignent à bâtir un viaduc ferroviaire dédié entre San Juan de Aznalfarache et Los Remedios ; pour passer sous le canal Alphonse-XIII, une gigantesque dalle de béton est réalisée sous le lit de la darse pour que le tunnelier passe en toute sécurité ; le tunnelier tombe régulièrement en panne entre octobre 2005 et septembre 2006 ; des effondrements de chaussée se produisent en avril 2005, novembre 2005, avril 2006 à Los Remedios, en mai 2006 dans le Casco Antiguo, et en novembre 2008 à Puerta Jerez, ce dernier engloutissant un kiosque à journaux ; en août 2006 une poutre maîtresse du viaduc qui enjambe le périphérique tombe sur la chaussée, sans faire de victime,,,.

### Ouverture
Programmée pour juin 2006, l'inauguration de la ligne 1 a finalement lieu le 2 avril 2009 sur le trajet entre Ciudad Expo et Pablo de Olavide, cinq des vingt-deux stations restant à achever et à ouvrir. Puerta Jerez, située sur le tronçon déjà en service, n'ouvre qu'en septembre en raison de retards causés par la découverte de restes archéologiques et de l'effondrement de chaussée, puis Montequinto, Europa et Olivar de Quintos sont inaugurées en novembre.
Le coût final de la ligne atteint alors 730 millions € selon un rapport de la Cour des comptes andalouse de 2014, soit 70,4 % de plus que le montant de 428,5 millions € initialement prévu, alors que la Junte affirmait pour sa part que le montant réel était de 658 millions €. Cette inflation s'explique par le fait que l'évaluation financière initiale reposait sur l'avant-projet sommaire et non l'étude d'exécution, ainsi que sur les dizaines de modifications apportées en cours de chantier.
Après que le Tribunal suprême a conclu en décembre 2018 que les autorités andalouses devaient verser une indemnité de 160 millions € au consortium chargé de réaliser la ligne au titre des surcoûts engendrés par ces modifications dont il n'était pas responsables, le montant définitif de la ligne est établi à 892,4 millions €, ce qui correspond à une augmentation de 108 %. S'en tenant au contrat budgétaire signé en 2005 avec la Junte, le gouvernement espagnol maintient sa participation à 218 millions € payés sur trente ans, ce qui réduit de fait sa participation au chantier de 50 % à 25 % et laisse l'ensemble des surcoûts à la charge des autorités andalouses.

## Caractéristiques

### Ligne
La ligne compte 21 stations, dont sept en surface, et parcourt 18,05 km. Les rails sont à écartement normal et la voie est double sur l'ensemble du trajet, sauf dans une courte section de 60 m en tranchée couverte,. Elle traverse quatre communes, d'ouest en est : Mairena del Aljarafe, San Juan de Aznalfarache, Séville et Dos Hermanas. En 2022, elle transporte 16,207 millions de voyageurs.

### Stations et correspondances
|  |   |  | Station                 | Communes                 | Correspondances                                    |
|  | - |  | ----------------------- | ------------------------ | -------------------------------------------------- |
|  | ■ |  | Ciudad Expo             | Mairena del Aljarafe     |                                                    |
|  | o |  | Cavaleri                | Mairena del Aljarafe     |                                                    |
|  | o |  | San Juan Alto           | San Juan de Aznalfarache |                                                    |
|  | o |  | San Juan Bajo           | San Juan de Aznalfarache |                                                    |
|  | o |  | Blas Infante            | Séville (Los Remedios)   |                                                    |
|  | o |  | Parque de los Príncipes | Séville (Los Remedios)   |                                                    |
|  | o |  | Plaza de Cuba           | Séville (Los Remedios)   |                                                    |
|  | o |  | Puerta Jerez            | Séville (Casco Antiguo)  | Ligne T1 du tramway de Séville                     |
|  | o |  | Prado de San Sebastián  | Séville (Casco Antiguo)  | (à venir)                                          |
|  | o |  | San Bernardo            | Séville (Nervión)        | Ligne T1 du tramway de Séville · Cercanías Sevilla |
|  | o |  | Nervión                 | Séville (Nervión)        |                                                    |
|  | o |  | Gran Plaza              | Séville (Nervión)        |                                                    |
|  | o |  | 1º de Mayo              | Séville (Cerro-Amate)    |                                                    |
|  | o |  | Amate                   | Séville (Cerro-Amate)    |                                                    |
|  | o |  | La Plata                | Séville (Cerro-Amate)    |                                                    |
|  | o |  | Cocheras                | Séville (Cerro-Amate)    |                                                    |
|  | o |  | Pablo de Olavide        | Séville (Sud)            |                                                    |
|  | o |  | Condequinto             | Dos Hermanas             |                                                    |
|  | o |  | Montequinto             | Dos Hermanas             |                                                    |
|  | o |  | Europa                  | Dos Hermanas             |                                                    |
|  | ■ |  | Olivar de Quintos       | Dos Hermanas             |                                                    |

## Exploitation
La ligne est exploitée sous le régime de la concession par la société Metro de Sevilla, S.A..

### Matériel roulant
La ligne est servie par 21 rames Urbos II de Construcciones y Auxiliar de Ferrocarriles (CAF).

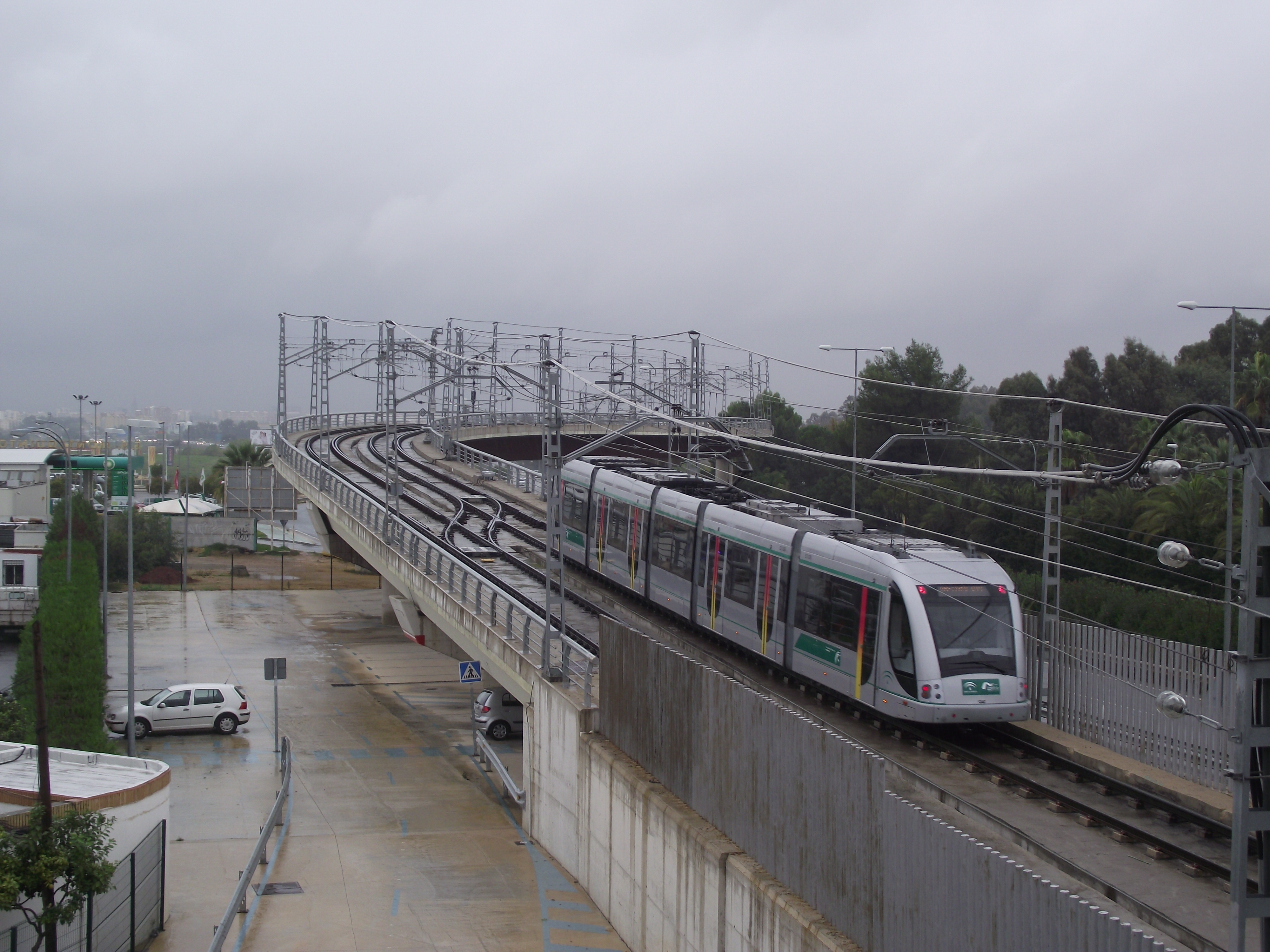
Une rame Urbos II sur le viaduc à Condequinto.
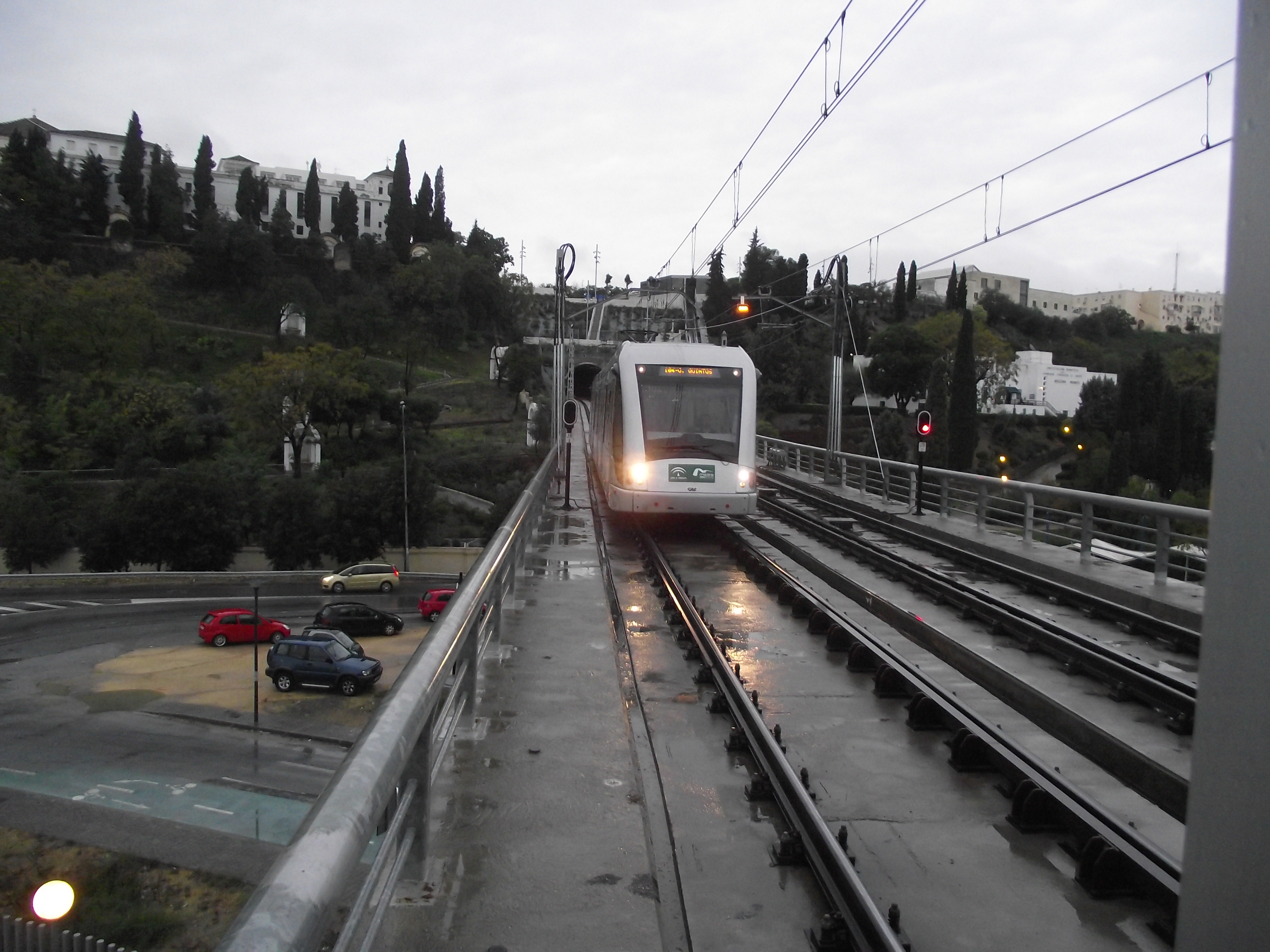
Une rame Urbos II sur le viaduc à San Juan Bajo.

### Horaires et tarification
Le réseau fonctionne en service commercial de 6 h 30 à 23 h du lundi au jeudi, de 6 h 30 à 2 h le vendredi, de 7 h 30 à 2 h le samedi, et de 7 h 30 à 23 h le dimanche et les jours fériés. La fréquence en heure de pointe est d'un métro toutes les quatre minutes.